# Wonderland
Wonderland er det andet studiealbum fra det engelske poprock-band McFly. Det udkom i 2005. Det blev udgivet i England den 29. august 2005 og var en succes. Den blev fik platin da de havde solgt over 300.000 eksemplarer i Storbritannien.

## Sange
| Nr. | Titel                       | Længde |
| --- | --------------------------- | ------ |
| 1.  | "I'll Be Ok"                | 3:24   |
| 2.  | "I've Got You"              | 3:18   |
| 3.  | "Ultraviolet"               | 3:56   |
| 4.  | "The Ballad Of Paul K"      | 3:17   |
| 5.  | "I Wanna Hold You"          | 2:59   |
| 6.  | "Too Close For Comfort"     | 4:37   |
| 7.  | "All About You"             | 4:37   |
| 8.  | "She Falls Asleep" (Part 1) | 1:43   |
| 9.  | "She Falls Asleep" (Part 2) | 4:11   |
| 10. | "Don't Know Why"            | 4.20   |
| 11. | "Nothing"                   | 3:50   |
| 12. | "Memory Lane"               | 4:40   |